# Ocypteromima angustipennis
Ocypteromima angustipennis là một loài ruồi trong họ Tachinidae.